# 何海鳴
何海鳴（1884年—1944年），原名時俊，字一雁，筆名衡陽一雁、求幸福齋主，衡陽人，中国作家，文学“鸳鸯蝴蝶派”重要人物。

## 生平
15歲時至湖北，入两湖书院，与黄兴同学。不久因無力支付學費，改投湖北新軍第二十一混成協第四十一標一營，由列兵升副目、兼司書幫寫，加入群治學社、振武學社。後轉入武漢報界。光緒三十三年（1907年）任《商務日報》編輯。宣統二年（1910年）加入文学社，和詹大悲为湖北富商胡为霖創辦的《大江報》做主笔，1910年4月被查封。12月参与创办《大江白话报》，後易名为《大江报》。1911年3月又遭到查禁，清廷以“淆乱政体，扰害治安”的罪名將之逮捕入狱。1911年10月10日武昌起義後，被釋放，任汉口军政分府参谋处处长，另组《新汉报》。11月与胡瑛等五人作为武昌军政府临时代表前往上海，参与中华民国的创建。
二次革命時，在南京策动讨袁。在黄兴离开南京之后，率领起义士兵坚持抗敌20天。失敗後，混入乱民中逃脱，流亡日本。1915年3月回上海，办《爱国报》。同年到广东汕头组织讨袁起义未成，潜居香港。
1918年中投靠湖南督军张敬尧，后來被选为新国会眾议院议员。
1926年任张宗昌直鲁联军宣传处长。1928年因张宗昌被北伐军击败，脱离部队，落魄辽宁，后寓居上海，穷困潦倒，以卖文为生。所作小说多为“鸳鸯蝴蝶派”作品。
抗战时期上海沦陷后期，任汪伪政府宪政实施委员会委员。曾先后办《爱国晚报》、《民权报》、《侨务》杂志，还自编《海鸣丛书》。1944年病死于南京。

## 作品
主要有社会言情小说：
- 《孤军》
- 《黄浦血泪》
- 《琴嫣小传》
- 《娼门红泪录》
- 《此中人》